# Miconia brevistylis
Miconia brevistylis är en tvåhjärtbladig växtart som beskrevs av Célestin Alfred Cogniaux. Miconia brevistylis ingår i släktet Miconia och familjen Melastomataceae. IUCN kategoriserar arten globalt som sårbar. Inga underarter finns listade i Catalogue of Life.